# 조의 영역
《조의 영역》은 네이버 웹툰에 연재된 조석의 웹툰이다. 인간이 물고기들에게 수자원을 빼앗겼다는 설정을 배경으로 하고 있다. 

## 등장인물
- 신이태: 시즌1의 주인공으로, 본작 중 일진으로 나온다. 왕따를 괴롭히다가 실수로 강가로 나가떨어져 물고기에게 잡아먹혀 죽은 듯 보였으나 구사일생으로 여의도로 온다. 현재는 물고기화되어 형태가 이상해졌다. 현재는 알 수 없는 조직에 의하여 납치되어 죽을 뻔했으나 인어들이 구출하러 온다. 시간이 많이 흘렀는데도 불구하고 아직 다음 형태로 변화하지 않았다.

- 안경 쓴 남자: 미스터리한 존재. 박사라는 것과 유일하게 총을 휴대하고 있다는 것만이 알려졌다. 이태와 함께 여의도를 탈출하다 큰 물고기에 먹혀 죽는 듯 하지만 살아있는 것으로 추정된다. 현재는 어인화가 되어 행방을 알 수 없다. 그러나 41화에서 성형외과 의사에 의해 부활하였으나 얼굴에 금이 간 자국이 있다.

- 여의도에서 만난 여자: 1기에서 나온 인물. 이름이 무엇인지, 어떻게 왔는지 등이 밝혀지지 않은 인물. 이태에게 가끔씩 이것저것 알려준다. 볼 일을 보러 나왔다가 원인 모를 사고로 죽는다.

- 노숙자할배: 육지와 연결된 다리로 여의도로 가끔씩 들어오는 사람들이다.

- 물고기: 주인공 (이 웹툰에서 본래 주인공은 물고기이다.)

- 문소원: 시즌2의 주인공, 다리를 잃은 장애인이다. 여러 고난이 일어났지만 간신히 살아남고 생존자일행에 합류, 근력과 스피드가 월등하며 40화에 골프선수와 일식조리사가 개구리와 함께 떨어질 위기에 처했으나 빠른 판단으로 둘을 로프에 묶어서 살려낸다. 41화에서 군인이 의족이 부러진 소원을 인어로 착각해 총을 쏴 중상을 입었다.

- 부녀회장의 남편: 현명한 사람처럼 보이지만, 알고 보면 주민들을 죽여 어인화된 자신의 아들에게 먹이로 주려는 속셈을 가지고 있다. 정확하게는 나오지 않으나 만화에 등장하는 인물은 부녀회장의 남편으로, 이전에 살인마였던 적이 있으며, 부부싸움으로 실수로 아내를 죽인 다음 다른 사람들이 이 사실을 알게 될까 봐 일부러 변장했던 것이었다. 그리고 39화에 생존자 일행에 합류, 방해를 하던 미한을 제압하다 40화에 미한이 건물 옥상 아래로 떨어뜨린후 행방이 묘연하다, 시즌2 2편인 공항편에서 얼굴을 다시 들어낸다. 후에 시즌2 3편 해빙편에서는 주인공 무리를 쫓는 박사무리에 합류해서 이들을 돕는다.